# Gerhard Falkner
Gerhard Falkner (* 15. März 1951 in Schwabach) ist ein deutscher Lyriker, Dramatiker, Essayist und literarischer Übersetzer.

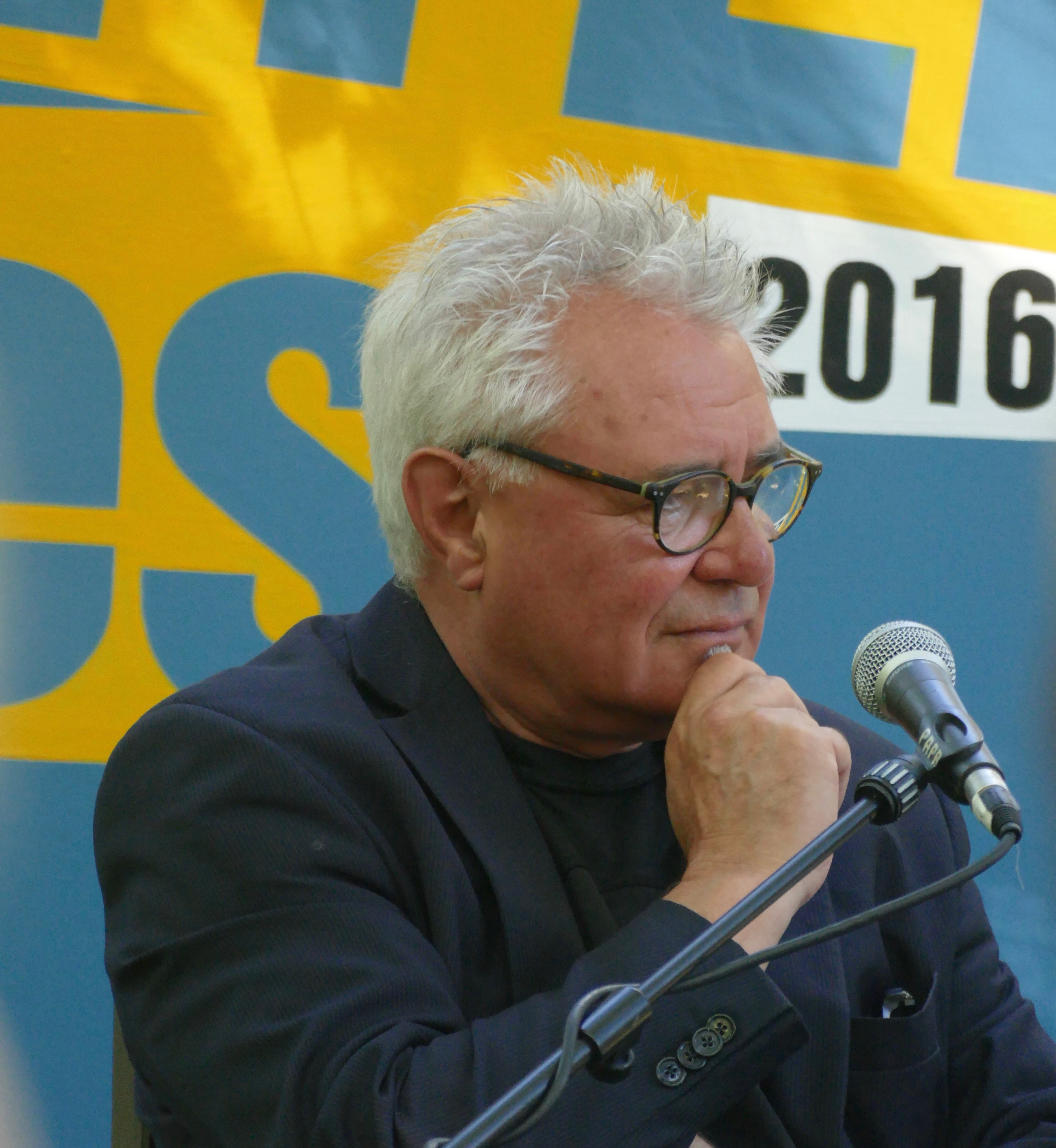
Gerhard Falkner stellt auf dem Erlanger Poetenfest 2016 seinen Roman „Appollokalypse“ vor.

## Leben
Gerhard Falkner lebte nach abgeschlossener Buchhändlerausbildung eine Zeitlang in London und veröffentlichte seit Mitte der 1970er Jahre Gedichte und Prosa in Künstlerbüchern und Zeitschriften, wie z. B. Bateria und Lettre International. 1981 feierte er ein Debüt mit dem Gedichtband so beginnen am körper die tage, das mit der Experimental- und Befindlichkeitslyrik des vorangegangenen Jahrzehnts brach und „eine durch und durch ästhetisierte Welt [schuf], in der ein schönes Seelenleben wieder zum schönen Thema werden kann“. In wemut (1989) kündigte er an, keine eigenständigen Gedichtbände mehr zu veröffentlichen, und widmete sich verstärkt essayistischen, prosaischen und dramatischen Arbeiten. Sein Thesenwerk Über den Unwert des Gedichts setzte sich, in der Tradition postmoderner Mischtexte stehend, dezidiert mit dem Rückzug aus dem Literaturbetrieb und der gegenwärtigen Verfassung deutscher Literatur auseinander und wurde zu einem der zentralen metapoetischen Texte der jüngeren Zeit. Mit dem Buch Endogene Gedichte erschien nach 14 Jahren Pause im Jahr 2000 wieder ein eigenständiger Lyrikband inklusive eines „Nachwort anstelle eines Nachworts“, in welchem Falkner seine frühere Entscheidung des Rückzugs revidierte.
Falkner übersetzte u. a. Gedichte von Gerard Manley Hopkins, Aleš Šteger, István Kemény, Lavinia Greenlaw, John Ashbery, William Butler Yeats und Charles Olson. Zusammen mit seiner Frau Nora Matocza arbeitete er zuletzt an der deutschen Fassung von Mark Z. Danielewskis Kult-Roman Only Revolutions, die 2012 bei Klett-Cotta erschien.
2012 wurde außerdem bekannt, dass Falkner als Auftragsarbeit für die Staatlichen Museen zu Berlin Gedichte zur auf dem Fries des Pergamonaltars dargestellten Gigantomachie schreibt, von denen fünf mit Schauspielern der Schaubühne am Lehniner Platz von Felix von Boehm und Constantin Lieb verfilmt wurden. Das dazugehörige Buch erschien im Herbst 2012 bei kookbooks.
Er ist Mitglied des PEN-Zentrums Deutschland. 2016 gelangte sein Romandebüt Apollokalypse auf die Longlist des Deutschen Buchpreises. Ein Jahr später wurde Falkners zweiter Roman Romeo oder Julia für die Shortlist des Deutschen Buchpreises berücksichtigt.
Gerhard Falkner lebt in Weigendorf und Berlin.

## Werke

### Lyrik und Prosa
- so beginnen am körper die tage (Gedichte,  Luchterhand Verlag 1981) ISBN 978-3-630-61521-9
- der atem unter der erde (Gedichte, Luchterhand Verlag 1984) ISBN 978-3-472-86577-3
- Berlin. Eisenherzbriefe (Luchterhand Verlag 1986) ISBN 3-472-86631-4
- Wemut (Gedichte, Luchterhand Verlag 1989) ISBN 978-3-630-86717-5
- Proë (mit  Bert Papenfuß-Gorek,  S. Anderson, Thomas Kling,  Stefan Döring, Peter Waterhouse, Durs Grünbein und Illustrationen von A. R. Penck, Druckhaus Galrev) 1992 ISBN 978-3-910161-26-9
- Über den Unwert des Gedichts. Fragmente und Reflexionen. Aufbau, Berlin 1993 ISBN 978-3-351-02812-1
- seventeen selected poems. (Druckhaus Galrev 1994) ISBN 978-3-910161-07-8
- X-te Person Einzahl (Gedichte, Suhrkamp Verlag 1996) ISBN 978-3-518-11996-9
- Endogene Gedichte. Grundbuch (DuMont Verlag 2000) ISBN 978-3-7701-5414-2
- Gegensprechstadt – ground zero. Gedicht (mit Musik von David Moss, kookbooks 2005) ISBN 978-3-937445-14-4
- Bruno. Eine Novelle (Berlin Verlag 2008) ISBN 978-3-8333-0604-4
- Hölderlin Reparatur. Gedichte. Berlin Verlag 2008 ISBN 978-3-8270-0822-0
- Kanne Blumma. Gedichte. ars vivendi 2010 ISBN 978-3-86913-035-4
- Der letzte Tag der Republik / The Last Day of the Republic. starfruit publications 2011 ISBN 978-3-922895-22-0
- Pergamon Poems. Gedichte + Clips, übersetzt von Mark Anderson. (Verlag Kookbooks, Berlin 2012) ISBN 978-3-937445-51-9
- Ignatien. Elegien am Rande des Nervenzusammenbruchs, mit Filmstills von Yves Netzhammer, übersetzt von Ann Cotten. starfruit publications 2014 ISBN 978-3-922895-26-8
- Deconstructing Gisèle, Künstlerbuch, in Zusammenarbeit mit der Künstlerin Nora Matocza, 2016
- Apollokalypse. Roman. Berlin Verlag, Berlin 2016 ISBN 978-3-8270-1336-1
- Romeo oder Julia. Roman. Berlin Verlag, 2017 ISBN 978-3-8270-1358-3
- Schorfheide. Gedichte en plein air. Berlin Verlag, 2019 ISBN 978-3-8270-1368-2

### Bühnenwerke
- Der Quälmeister. Nachbürgerliches Trauerspiel (DuMont Verlag 1998)
- Alte Helden. Schauspiel und deklamatorische Farce (DuMont Verlag 1998)
- A Lady Dies (1999). Kammeroper. Musik: Stefan Hippe. UA 11. März 2000 Nürnberg (Tafelhalle)
- Argo (2018). „Dramma in musica“. Musik: José María Sánchez Verdú. UA 27. April 2018 im Rokokotheater Schwetzingen[6]

### Essay
- Über die Schwierigkeit beim Lesen von »gebrochenem deutsch«. In: Ulrich Janetzki, Wolfgang Rath (Hrsg.): Tendenz Freisprache: Texte zu einer Poetik der achtziger Jahre (Suhrkamp 1992)
- Die Jammergestalt des Poeten. In: Joachim Sartorius (Hrsg.): Minima Poetica. Für eine Poetik des zeitgenössischen Gedichts (Kiepenheuer & Witsch 1999)
- Baumfällen. Zur Phänomenologie des Niedermachens in der deutschen Literaturkritik am Beispiel Michael Brauns und des Bandes Lyrik von Jetzt. In: Deutscher Schriftstellerverband (Hrsg.): Neue Deutsche Literatur, 2, 2004
- Das Gedicht und sein Double. Eine Polemik. In: BELLA triste Nr. 19, 2007.
- MIND THE GAP. Über die Lücke zwischen lyrischem Ich und Wort. Vorwort zu: Gottfried Benn: Probleme der Lyrik. Späte Reden und Vorträge. Stuttgart (Klett-Cotta 2011).
- Übersetzen in Pfahlbauweise und die Grundmauern der Pergamon Poems. In: Volltext – Zeitung für Literatur, Nr. 2, Wien 2012
- Mon Dieuleuze! Translating Mark Z. Danielewskis Only Revolutions für gehobene, meta-inhaltliche Kreise. In: Schreibheft – Zeitschrift für Literatur, Nr. 79, Essen 2012
- Bekennerschreiben: Essays, Reden, Kommentare, Interviews und Polemiken. Hrsg. Constantin Lieb, Manfred Rothenberger. Starfruit Publications, 2017

### Mitherausgeber von Anthologien
- AmLit. Neue Literatur aus den USA, mit Sylvère Lotringer. Druckhaus Galrev, Berlin 1992
- Budapester Szenen. Junge ungarische Lyrik, mit Orsolya Kalász. DuMont, Köln 1999

## Stipendien und Auszeichnungen
- Stipendien u. a. in New York (writer in residence, NYU), Amsterdam, Rom (Villa Massimo; Olevano Romano), Literarisches Colloquium Berlin, San Francisco und Schloss Wiepersdorf.
- Bayerischer Kunstförderpreis in der Sparte Literatur 1987
- Stipendium Schloss Solitude, Stuttgart 2003
- Stadtschreiber zu Rheinsberg 2003
- Dr. Manfred Jahrmarkt-Ehrengabe der Deutschen Schillerstiftung 2004
- Spycher: Literaturpreis Leuk 2006 – gemeinsam mit Gilles Rozier
- Kranichsteiner Literaturpreis 2008
- Peter-Huchel-Preis 2009
- August-Graf-von-Platen-Preis 2009
- Großer Kulturpreis der Stadt Nürnberg 2010[7]
- Deutscher Literaturfonds: Übersetzerstipendium 2011
- Kulturakademie Tarabya Istanbul: Aufenthaltsstipendium 2012[8]
- Arbeitsstipendium des Senats von Berlin 2013
- Villa Aurora Aufenthaltsstipendium Los Angeles, 2014
- Wolfram-von-Eschenbach-Preis 2014
- Aufenthaltsstipendium im Künstlerhaus Edenkoben, 2015
- Nominierung zum Deutschen Buchpreis mit Romeo oder Julia, 2017
- Künstlerhaus Lukas Aufenthaltsstipendium Ahrenshoop, 2019

## Vertonungen
- Stefan Hippe (* 1966): die liebe (2002) für Sopran und Akkordeon. UA Januar 2003 Nürnberg (Künstlerhaus K4; Irene Kurka [Sopran], Stefan Hippe [Akkordeon])